# Clistoabdominalis tumidus
Clistoabdominalis tumidus är en tvåvingeart som beskrevs av De Meyer 1997. Clistoabdominalis tumidus ingår i släktet Clistoabdominalis och familjen ögonflugor. Inga underarter finns listade i Catalogue of Life.